# Épineux-le-Seguin
Épineux-le-Seguin foi uma comuna francesa na região administrativa da Pays de la Loire, no departamento de Mayenne. Estendia-se por uma área de 9,48 km². Em 2010 a comuna tinha 229 habitantes (densidade: 24,2 hab./km²).
Em 1 de janeiro de 2017, passou a formar parte da nova comuna de Val-du-Maine.